# Pseudartabotrys letestui
Pseudartabotrys es un género monotípico de plantas fanerógamas con una especie perteneciente a la familia de las anonáceas. Su única especie: Pseudartabotrys letestui, es nativa de África occidental.

## Descripción
Es una liana que alcanza un tamaño de más de 20 m de altura, con grandes flores, pétalos de 19-25 mm de largo; y desconocida fruta. Se encuentra en lugares húmeros a una altitud de 40-150 metros en Gabón.

## Taxonomía
Pseudartabotrys letestui fue descrita por François Pellegrin y publicado en Taxon 39: 678. 1990.